# Roquevidal
Roquevidal é uma comuna francesa na região administrativa da Occitânia, no departamento de Tarn. Estende-se por uma área de 7.71 km², e possui 133 habitantes, segundo o censo de 2018, com uma densidade de 17 hab/km².